# Шлюпи типу «Грімсбі»
Шлюпи типу «Грімсбі» (англ. Grimsby-class sloop) — клас військових кораблів з 13 шлюпів, вироблених британськими суднобудівельними компаніями з 1933 по 1940 рік.

## Список шлюпів типу «Грімсбі»
Позначення
| 1-ша серія | 1-ша серія    | 1-ша серія                | 1-ша серія    | 1-ша серія      | 1-ша серія      | 1-ша серія        | 1-ша серія                                                                                          |
| №          | Назва шлюпа   | Верф                      | Номер вимпелу | Закладено       | Спущено         | У строю           | Статус                                                                                              |
| ---------- | ------------- | ------------------------- | ------------- | --------------- | --------------- | ----------------- | --------------------------------------------------------------------------------------------------- |
| 1          | «Грімсбі»     | HMNB Devonport, Девонпорт | U16           | 23 січня 1933   | 19 липня 1933   | 17 травня 1934    | 25 травня 1941 року потоплений бомбардувальниками Ju 87 I./StG 1 північніше Тобрука                 |
| 2          | «Літ»         | HMNB Devonport, Девонпорт | U36           | 6 лютого 1933   | 9 вересня 1933  | 10 липня 1934     | 25 листопада 1946 року проданий торговельному флоту; у 1949 році проданий Королівському флоту Данії |
| 3          | «Лоустофт»    | HMNB Devonport, Девонпорт | U59           | 28 серпня 1933  | 11 квітня 1934  | 22 листопада 1934 | 4 жовтня 1946 року проданий торгівельному флоту; у 1955 році розібраний на брухт                    |
| 4          | «Веллінгтон»  | HMNB Devonport, Девонпорт | U65           | 25 вересня 1933 | 29 травня 1934  | 24 січня 1935     | у 1947 році переданий під штаб-квартиру Почесної роти майстрів-моряків                              |
| 5          | «Лондондеррі» | HMNB Devonport, Девонпорт | U76           | 11 червня 1934  | 16 січня 1935   | 20 вересня 1935   | 8 червня 1948 року розібраний на брухт у Лланеллі                                                   |
| 6          | «Дептфорд»    | HMNB Devonport, Девонпорт | U53           | 30 квітня 1934  | 5 лютого 1935   | 20 серпня 1935    | 3 квітня 1948 року розібраний на брухт у Мілфорд-Гейвен                                             |
| 2-га серія |               |                           |               |                 |                 |                   | |
| 7          | «Абердин»     | HMNB Devonport, Девонпорт | U97           | 12 червня 1935  | 22 січня 1936   | 17 вересня 1936   | 16 грудня 1948 року проданий на брухт                                                               |
| 8          | «Флітвуд»     | HMNB Devonport, Девонпорт | U47           | 14 серпня 1935  | 24 березня 1936 | 19 листопада 1936 | 1959 року розібраний на брухт у Гейтсхеді                                                           |

| №  | Назва шлюпа  | Верф                      | Номер вимпелу | Закладено        | Спущено         | У строю        | Статус |
| -- | ------------ | ------------------------- | ------------- | ---------------- | --------------- | -------------- | --- |
| 9  | «Ярра»       | Cockatoo Dockyard, Сідней | U77           | 24 травня 1934   | 28 березня 1935 | 19 грудня 1935 | 4 березня 1942 року потоплений японськими крейсерами «Атаго», «Такао» і «Мая» в ході атаки на конвой біля Яви |
| 10 | «Свон»       | Cockatoo Dockyard, Сідней | U74           | 1 травня 1935    | 28 березня 1936 | 10 грудня 1936 | 5 червня 1964 року розібраний на брухт у Сіднеї                                                               |
| 11 | «Парраматта» | Cockatoo Dockyard, Сідней | U44           | 9 листопада 1938 | 18 червня 1939  | 8 квітня 1940  | 27 листопада 1941 року потоплений німецьким ПЧ U-559 північно-східніше Тобрука                                |
| 12 | «Воррего»    | Cockatoo Dockyard, Сідней | U73           | 10 травня 1939   | 10 лютого 1940  | 21 серпня 1940 | 1966 року проданий на брухт у Сіднеї                                                                          |

| № | Назва шлюпа | Верф                                 | Номер вимпелу | Закладено     | Спущено        | У строю         | Статус                                                               |
| - | ----------- | ------------------------------------ | ------------- | ------------- | -------------- | --------------- | -------------------------------------------------------------------- |
| 9 | «Індус»     | Hawthorn Leslie and Company, Геббурн | U67           | 8 грудня 1933 | 24 серпня 1934 | 15 березня 1935 | 6 квітня 1942 року потоплений японськими бомбардувальниками в Ак'ябі |